# Lamine Camara
Lamine Camara (Senegal, 1 de enero de 2004) es un futbolista senegalés que juega como centrocampista en el A. S. Monaco F. C. de la Ligue 1.

## Trayectoria
En febrero de 2023 firmó un contrato de tres años y medio con el F. C. Metz.

## Selección nacional
Fue convocado con la selección senegalesa sub-20 para la Copa Africana de Naciones Sub-20 de 2023.
Representó a la selección absoluta de Senegal en el Campeonato Africano de Naciones de 2022, donde fue nombrado mejor jugador joven de la fase de grupos.

## Estadísticas

### Clubes
Actualizado al último partido disputado el 5 de noviembre de 2024.
| Club                                 | Div.          | Temporada     | Liga  | Liga  | Liga   | Copas nacionales | Copas nacionales | Copas nacionales | Copas internacionales | Copas internacionales | Copas internacionales | Total | Total | Total  |
| Club                                 | Div.          | Temporada     | Part. | Goles | Asist. | Part.            | Goles            | Asist.           | Part.                 | Goles                 | Asist.                | Part. | Goles | Asist. |
| ------------------------------------ | ------------- | ------------- | ----- | ----- | ------ | ---------------- | ---------------- | ---------------- | --------------------- | --------------------- | --------------------- | ----- | ----- | ------ |
| Génération Foot de Sangalkam Senegal | 1.ª           | 2021-22       | 23    | 2     | 0      | 0                | 0                | 0                | —                     | —                     | —                     | 23    | 2     | 0      |
| Génération Foot de Sangalkam Senegal | Total club    | Total club    | 23    | 2     | 0      | 0                | 0                | 0                | 0                     | 0                     | 0                     | 23    | 2     | 0      |
| F. C. Metz Francia                   | 2.ª           | 2022-23       | 4     | 0     | 1      | 0                | 0                | 0                | ―                     | ―                     | ―                     | 4     | 0     | 1      |
| F. C. Metz Francia                   | 1.ª           | 2023-24       | 33    | 2     | 5      | 0                | 0                | 0                | ―                     | ―                     | ―                     | 33    | 2     | 5      |
| F. C. Metz Francia                   | Total club    | Total club    | 37    | 2     | 6      | 0                | 0                | 0                | 0                     | 0                     | 0                     | 37    | 2     | 6      |
| F. C. Metz II Francia                | 5.ª           | 2023-24       | 1     | 0     | 0      | —                | —                | —                | ―                     | ―                     | ―                     | 1     | 0     | 0      |
| F. C. Metz II Francia                | Total club    | Total club    | 1     | 0     | 0      | 0                | 0                | 0                | 0                     | 0                     | 0                     | 1     | 0     | 0      |
| A. S. Monaco F. C. Francia           | 1.ª           | 2024-25       | 9     | 2     | 1      | 0                | 0                | 0                | 4                     | 0                     | 0                     | 13    | 2     | 1      |
| A. S. Monaco F. C. Francia           | Total club    | Total club    | 9     | 2     | 1      | 0                | 0                | 0                | 4                     | 0                     | 0                     | 13    | 2     | 1      |
| Total carrera                        | Total carrera | Total carrera | 70    | 6     | 7      | 0                | 0                | 0                | 4                     | 0                     | 0                     | 74    | 6     | 7      |